# Orson Welles
George Orson Welles (Kenosha, 6. svibnja 1915. – Los Angeles, 10. listopada 1985.), američki redatelj, glumac, scenarist i producent za film, kazalište, radio i televiziju.
Kritičko priznanje za Wellesa povećalo se nakon njegove smrti. Smatra se jednim od najvažnijih dramskih umjetnika dvadesetog stoljeća. 2002. godine, u anketi magazina Sight & Sound koji izdaje Britanski filmski institut, proglašen je najvećim filmskim redateljem svih vremena u izboru kritičara i u izboru redatelja.
Na zao glas došao je svojom radio-dramom H.G. Wellsa Rat svjetova od 30. listopada 1938. kojom je izazvao masovnu paniku. Welles i njegovi biografi kasnije su tvrdili kako izlaže lakovjernost američke publike u strahu od Drugog svjetskog rata. Sredinom tridesetih su postale legenadarne adaptacije vudu Macbetha (s postavom crnoputih glumaca) i alegorijskog Julija Cezara u newyorškom kazalištu. Welles je bio i priznati iluzionist, nastupajući u mnoštvu spektakala tijekom ratnih godina. Tijekom tih godina je kroz novinarstvo, radio i javne nastupe postao ozbiljni politički aktivist i komentator, blisko povezan s Franklinom D. Rooseveltom. 1941. je napisao, režirao, producirao i nastupio u Građaninu Kaneu, koji se u raznim anketama nalazi na prvom mjestu najboljih filmova svih vremena. Građanin Kane je jedini Wellesov film za kojeg je našao sredstava i nad kojim je imao potpunu kontrolu do konačne verzije, dok će ostatak njegove karijere obilježiti manjak sredstava, nekompetentno upletanje studija i loša sreća, i tijekom egzila u Europu i kratkih povrataka u Hollywood. Unatoč ovim poteškoćama Othello je 1952. osvojio Zlatnu palmu na Filmskom festivalu u Cannesu, a Dodir zla glavnu nagradu na Svjetskoj izložbi u Bruxellesu, dok je sam Welles svojim najboljim djelima smatrao Proces i Ponoćna zvona.
Iako je Welles kao redatelj/scenarist ostao na marginama velikih studija, njegova karizmatična osobnost učinila ga je profitabilnim glumcem. U svojim kasnijim godinama se borio protiv hollywoodskog sustava koji je odbijao financirati njegove neovisne projekte, zarađujući najviše preko glume, reklama i pripovijedanja. 1970. godine dobio je Počasnog Oscara za životno djelo Američkog filmskog instituta. 1975. godine dobio je Nagradu za životno postignuće Američkog filmskog instituta, kao treća osoba kojoj je to pošlo za rukom nakon Johna Forda i Jamesa Cagneyja.

## Životopis

### Mladost i rana karijera
Welles je rođen 1915. u Kenoshi, Wisconsin, kao drugi sin Richarda Heada Wellesa, tada proizvođača farova, i Beatrice Ives, koncertne pijanistice i feministice. Odgojen je kao katolik.
Dr. Maurice Bernstein, čikaški liječnik zaluđen njegovom majkom Beatrice, proglasio je Wellesa čudom od djeteta. Kad mu je bilo šest godina, roditelji su mu se razveli. Beatrice je odigrala presudnu ulogu u njegovu odgoju, učeći ga Shakespearea, kao i klavir i violinu. Nedugo nakon majčine smrti započeo je period ispunjen međunarodnim putovanjem. Kad mu je bilo 11, Maurice Bernstein ga je odveo u Havanu. Sljedeće godine ga je otac odveo u Europu. Od 1929. je putovao sam. Popisi putnika pokazuju kako je 1932. i 1933. sam putovao u Europu.
Beatrice Welles umrla je 10. siječnja 1924. u čikaškoj bolnici od žutice, četiri dana nakon Wellesova devetog rođendana. Nakon majčine smrti, Wellesa više nije zanimala glazbena karijera. Richard Welles postao je alkoholičar te umro kad je Orsonu bilo 15, ljeto nakon Orsonove mature u školi za dječake Todd u Woodstocku, Illinois. Welles je u kasnijim intervjuima otkrio kako se osjećao kao da ga je otac zanemario i izdao.
Maurice Bernstein postao je njegov skrbnik. Postoji pitanje Bernsteineove skrbničke prikladnosti s obzirom na njegovu prošlost. Rođen u Rusiji, 1890. je došao Chicago, studirao i postao uspješan liječnik. U nekoliko godina je imao nekoliko žena, uključujući sopranisticu Edith Mason. Edith se razvela od ravnatelja kazališta Giorgia Polaccoa kako bi se udala za Bernsteina. Nedugo nakon toga su se razveli, a ona se preudala za Polaccoa. 1930. je Bernstein živio u Highland Parku, dijelu Chicaga, kao uspješan liječnik s drugom ženom i djetetom, tvrdeći da je rođen u Illinoisu u obitelji iz New Yorka.
U Toddu je Welles potpao pod pozitivan utjecaj i vodstvo Rogera Hilla, profesora koji je kasnije postao ravnatelj Todda. Hill mu je pružio ad hoc obrazovno okruženje koje se pokazalo neprocjenjivo za njegovo kreativno iskustvo, dopuštajući Wellesu da se posveti predmetima koji su ga zanimali. Ondje je postavio svoje prve kazališne eksperimente i produkcije.
Po očevoj smrti, otputovao je u Europu uz pomoć malog nasljedstva. Na proputovanju kroz Irsku, zakoračio je u Gate Theatre u Dublinu i ustvrdio da je brodwayska zvijezda. Direktor Gatea Hilton Edwards kasnije je tvrdio kako mu nije vjerovao, ali je bio impresioniran njegovom drskošću. Welles je 1931. u Gateu ostvario svoj kazališni debi, pojavivši se u Jew Suss kao Duke. Glumom je pokupio brojne pohvale koje su se pročule i u Sjedinjenim Državama. Nastupao je i u manjim sporednim ulogama. Po povratku u SAD je shvatio kako mu je slava bila kratkog vijeka pa se vratio scenarističkom projektu u Toddu koji će postati neopisivo uspješni Everybody's Shakespeare, a kasnije, The Mercury Shakespeare. Dok je radio na stotinama ilustracija za Everybody's Shakespeare, putovao je po Sjevernoj Africi. Serija ekukacijskih knjiga ostat će u optjecaju desetljećima.
Nakon upoznavanja s Thornotonom Wilderom našao se na newyorškim kazališnim daskama. Nastupao je u tri manje produkcije s družinom Katharine Cornell. Uznemiren i nestrpljiv kad je planirana brodwayska premijera Romea i Julije otkazana, Welles je sa svojom Todd School postavio dramski festival, pozvavši Michaela MacLiammoira i Hiltona Edwardsa iz dublinskog kazališta da nastupe, zajedno s majstorima newyorškog kazališta. Bio je to veliki uspjeh. Nakon naknadnog postavljanja Romea i Julije, Wellesa je primijetio John Houseman, koji je tada tražio neobičnog glavnog glumca za Federalni kazališni projekt.
1935. je dopunjavao svoje prihode kao radijski glumac u New Yorku, radeći s mnogim glumcima koji će kasnije činiti jezgru njegova Mercury Theatrea. 1934. se oženio s glumicom i pripadnicom otmjenih društvenih krugova Virginiom Nicholson. Dobili su jednu kćer, Christopher, koja je postala poznata kao Chris Welles Feder, autorica edukacijskih materijala za djecu. Welles je s Nicholson snimio i osmominutni nijemi film, The Hearts of Age.

### Slava u kazalištu i na radiju (1936. – 1939.)
1936. je Federalni kazališni projekt zaposlio nezaposlene kazališne glumce. John Houseman je angažirao Wellesa i dao mu da režira projekt za Američko crnačko kazalište u Harlemu. Želeći dati crnoputoj glumačkoj ekipi da igra klasike, ponudio im je Macbetha i adaptirao ga kao vudu-predstavu. Burno je prihvaćena te je kasnije postavljana diljem zemlje. Smatra se povijesnim događajem u afro-američkom kazalištu. S dvadeset godina, Welles je slavljen kao čudo od djeteta.
Nakon uspjeha Macbetha, Welles je postavio apsurdnu farsu Horse Eats Hat. Zacementirao je svoju reputaciju "Bijele nade" s Dr. Faustom. Bila je ovo još revolucionarnija kazališna produkcija nego Macbeth, koristeći svjetlo na gotovo zamračenoj pozornici. 1937. je pripremao prosindikalnu 'radničku operu' Kolijevka će se zaljuljati. Zbog ozbiljnih uskraćivanja financija i navodne zabrinutosti u Kongresu oko komunističke propagande u Federalnom kazalištu, premijera predstave u Maxine Elliott Theatreu je otkazana, a kazalište su čuvali pripadnici Nacionalne garde. U posljednjem trenu Welles je objavio da se predstava premjestila u Venice, oko dvadeset ulica dalje. Glumci, ekipa i publika su prehodali do drugog kazališta. Kako su sindikati zabranjivali glumcima i glazbenicima nastup u kazalištu, Kolijevka će se zaljuljati počela je Blitzsteinovim uvodom u predstavu i sviranjem klavira, dok su glumci svoje dijelove izvodili iz publike. Ova improvizirana izvedba postala je kolosalni hit.
Napustivši Federalno kazalište, Welles i Houseman su formirali vlastitu družinu, Mercury Theatre, u kojoj su nastupali glumci kao što su Agnes Moorehead, Joseph Cotten, Ray Collins, George Coulouris, Frank Readick, Everett Sloane, Eustace Wyatt i Erskine Sanford, koji su svi godinama radili s Wellesom. Prva njihova produkcija bila je melodramatska i iznimno izrezana verzija Shakespearova Julija Cezara, smještena u okvire fašističke Italije.
Welles je u velikoj mjeri bio aktivan i na radiju, kao glumac, a poslije i kao redatelj i producent. Igrao je Hamleta za CBS, adaptirajući i režirajući sam predstavu. Mutual Network mu je dao sedmotjednu seriju da adaptira Jadnike, što je i učinio s velikim uspjehom. Krajem 1937. je nastupao kao Sjena u istomenom komadu (ponovno za Mutual), a u ljeto 1938., CBS je njemu i Mercury Theatreu dao jednosatnu tjednu emisiju da izravno izvodi klasična književna djela. Emisija se zvala The Mercury Theatre on the Air, s originalnom glazbom Bernarda Hermanna, koji će godinama nastaviti raditi s Wellesom na radiju i na filmovima.
Njihova radio-drama od 30. listopada, Rat svjetova H.G. Wellsa, dovela je Wellesa na loš glas i donijela mu trenutnu slavu na nacionalnoj i međunarodnoj razini. Nepredviđena kombinacija izvještaja i navika slušatelja da mijenjaju postaje tijekom stanki, stvorila je pomutnju među slušateljima. Među slušateljima koji su povjerovali vijesti o invaziji Marsovaca proširila se panika. Vijesti o nastaloj panici obišle su svijet, a prezirno ju je spomenuo i Adolf Hitler u jednom od svojih javnih nastupa nekoliko mjeseci kasnije. Wellesova sve veća slava privukla je Hollywood, kojem se samostalni Welles isprva odupirao. Međutim, The Mercury Theatre on the Air ostao je bez sponzora pa ga je preuzela tvrtka Campbell Soup i preimenovala u The Campbell Playhouse.

### Welles u Hollywoodu (1939. – 1948.)
Predsjednik RKO Picturesa ponudio je Wellesu ono što je smatrano najvećim ugovorom ikad ponuđenim neiskušanom redatelju: kompletnu umjetničku kontrolu. RKO je potpisao Wellesa na dva filma; uključujući scenarij, glumce i najvažnije, konačnu verziju. S tim ugovorom u rukama, Welles (i gotovo cijeli Mercury Theatre) se preselio u Hollywood. Svaki tjedan je putovao u New York kako bi izvršio svoje obaveze za Campbell Playhouse.
Welles je očijukao s mnogim idejama za svoj prvi projekt za RKO Pictures, odabravši adaptaciju Srca tame Josepha Conrada, koju je obradio u detalje. Planirao je snimati akciju subjektivnom kamerom iz protagonistova pogleda. Međutim, kako se međunarodna politička klima pogoršavala, to je izazvalo tržišna ograničenja diljem Europe. Kad je budžet procijenjen, entuzijazam RKO-a se ohladio. Antifašistička tema priče iznenada je postala problematična. RKO nije odobrio ni drugi Wellesov projekt, The Smiler with the Knife, zbog sličnih političkih razloga i tobože jer nisu imali vjere u Lucille Ball da može iznijeti glavnu žensku ulogu.
Welles se 1940. ostavio Campbell Playhousea zbog kreativnih nesuglasica sa sponzorom. Emisija se nastavila emitirati, a producent je bio John Houseman. Wellesovo prvo hollywoodsko iskustvo bila je uloga pripovjedača u produkciji RKO-a iz 1940., Švicarska obitelj Robinson.
Pronašao je prikladan filmski projekt u ideji koju je razvio sa scenaristom Hermanom J. Mankiewiczem (koji je tada pisao scenarije za Campbell Playhouse). Prvotno nazvan Amerikanac, to će na kraju postati Wellesov prvi dugometražni film, Građanin Kane (1941.).
Mankiewicz je svoju originalnu ideju temeljio na životu Williama Randolpha Hearsta, kojeg je poznavao, ali sada mrzio jer je nekada bio veliki prijatelj s Hearstovom ljubavnicom, Marion Davies. Mankiewicz je protjeran iz njezine družine zbog svog neprekidnog opijanja. Ovaj protagonist "veći od života" djelomično je bio modeliran i po uzoru na Roberta McCormicka, Howarda Hughesa i Josepha Pulitzera, jer je Welles htio stvoriti kompleksan lik, želeći ga u istim scenama prikazati iz nekoliko perspektiva. Korištenje više narativnih perspektiva u Conradovu Srcu tame također je utjecalo na Wellesa. Davši Mankiewiczu 300 stranica bilješki Welles ga je zamolio da prve verzije scenarija napiše pod tutorstvom Johna Housemana, koji je angažiran da pazi da Mankiewicz ostane trijezan. Uzevši ove nacrte, Welles ih je drastično skratio i prepravio, a zatim dodao neke svoje scene.
Lik Charlesa Fostera Kanea je djelomično temeljen na dijelovima Hearstova života. Bez obzira na to, možda s malom pakošću prema njihovom mladom šefu, Mankiewicz i Houseman su vješto ubacili neke elemente iz Wellesove autobiografije, ponajviše u odnosu na Kaneovo djetinjstvo. Welles je tada dodao dijelove iz života drugog slavnog Amerikanca kako bi stvorio generalnu i misterioznu osobnost, a ne samo obični novinarski portret kako je to zamislio Mankiewicz, čiji su prvi nacrti sadržavali skandalozne tvrdnje o smrti filmskog redatelja Thomasa Incea, ubijenog na izletu na Hearstovoj jahti.
Kad je scenarij konačno bio dovršen, Welles je privukao neke od najboljih hollywoodskih tehničara, uključujući Gregga Tolanda, kojeg se smatralo jednim od najboljih snimatelja svog vremena, koji je ušao u njegov ured i rekao mu da želi raditi na filmu. Za glumce, Welles je uglavnom koristio članove svog Mercury Theatrea.
Kad je Welles dovršio produkciju filma, bilo je zabrinutosti oko povezanosti s Hearstom. Međutim, Mankiewicz je predao kopiju konačne verzije scenarija svom prijatelju Charlesu Ledereru, sada mužu Wellesove bivše žene Virginije Nicholson i nećaku Hearstove ljubavnice Marion Davies. Hedda Hopper, trač-kolumnistica i glumica, vidjela je mali oglas u novinama za pretpremijeru Građanina Kanea i otišla. Hopper, shvativši da je film baziran na dijelovima Hearstova života, odmah ga je obavijestila. Tako je započela borba za zapljenu Građanina Kanea.
Hearstovo medijsko carstvo bojkotiralo je film. Izvršilo je ogroman pritisak na hollywoodsku filmsku zajednicu prijeteći da će otkriti 15 godina potiskivanih skandala i činjenicu da su većina šefova studija Židovi. U jednom trenutku, šefovi svih velikih studija zajednički su ponudili RKO-u cijenu filma u zamjenu za negativ i sve postojeće materijale, kako bi ih spalili. RKO je odbio, a film je prikazan u ograničenom broju kina. U međuvremenu, Hearst je uspješno zastrašio kina prijetnjom da će zabraniti reklamiranje bilo koji drugi film u svojim novinama ako prikažu Građanina Kanea. RKO nije posjedovao mnogo kina, pa se tek nekoliko kina usudilo prikazati film.
Dok je kritika dobro prihvatila film, u vrijeme kad je on došao do masovne publike, pozitivni val publiciteta je već prošao. Nominiran je za devet Oscara, ali je osvojio samo onaj za originalni scenarij, kojeg su podijelili Mankiewicz i Welles. Odgoda njegova objavljivanja i neravnomjerna distribucija pridonijeli su njegovom osrednjem rezultatu na box-officeu, koji je podmirio budžet i marketing, ali je RKO ostao bez većeg profita. Činjenica da je Građanin Kane ignorirao mnoge hollywoodske konvencije značila je da je film zbunio i naljutio kino publiku četredesetih. Odgovor prikazivača bio je preziran; većina vlasnika kina prigovarala je o poraznoj reakciji publike i mnogim izlascima s prikazivanja, a samo ih je nekoliko prepoznalo Wellesovu umjetničku tehniku. RKO je pohranio film te ga ponovno objavio tek 1956. Tijekom pedesetih, mladi francuski filmski kritičar François Truffaut nazvao je film "autorskom teorijom", u kojoj je redatelj "autor" filma. Truffaut, Godard i drugi su bili inspirirani Wellesovim primjerom i počeli snimati vlastite filmove, započevši tako Francuski novi val. Tijekom šezdesetih Građanin Kane je postao popularan na studentskim kampusima, i kao predmet filmske teorije i kao zabave. Često se prikazivao na televiziji, objavljen je na videu i DVD-u te stekao "klasični" status.

### NakonGrađanina Kanea
Wellesov drugi film za RKO bio je Veličanstveni Ambersonovi, adaptiran iz romana dobitnika Pulitzerove nagrade Bootha Tarkingtona. George Schaefer nadao se da će vratiti novac koji je izgubio na Građaninu Kaneu. Ambersonove je Welles već bio adaptirao za Campbell Playhouse, a filmsku adaptaciju je napisao sam. Toland nije bio dostupan, pa je snimatej postao Stanley Cortez. No, pedantni Cortez je bio spor pa je film snimljen izvan rasporeda i iznad budžeta.
Na zahtjev RKO-a, Welles je u isto vrijeme radio na adaptaciji špijunskog trilera Erica Amblera, Putovanje u strah, koju je napisao zajedno s Josephom Cottenom. Osim što je nastupio u filmu, Welles je bio i producent. Režija je pripisana samo Normanu Fosteru. Welles je kasnije izjavio da su bili u takvoj gužvi da je redatelj svake pojedine scene bio onaj tko bi bio najbliže kameri.
Wellesu je tada CBS ponudio novu radijsku emisiju. Nazvana The Orson Welles Show, bio je to polusatni varijete kratkih priča, komičnih skečeva i glazbenih brojeva. Pridružio mu se originalni član Mercury Thetrea Jiminy Cricket, "na posudbi iz Walt Disneyja". Varijete format bio je nepopularan među slušateljima, pa je Welles ubrzo počeo raditi polusatne priče.
Da bi stvari bile još gore, tijekom produkcije Ambersonovih i Puta u strah, Nelson Rockefeller i Jock Whitney su pitali Wellesa hoće li snimiti dokumentarac o Južnoj Americi. Bilo je to na zapovijed vladine Dobrosusjedske politike, ratne propagande koja je trebala spriječiti da se Latinska Amerika ne pridruži Silama Osovine. Welles je to vidio kao oblik službe domovini, jer nije primljen u vojsku zbog svog fizičkog stanja.
Kako je očekivao da će snimati karneval u Rio de Janeiru, u Brazilu, Welles je požurio s montažom Ambersonovih i svojim glumačkim scenama u Putovanju u strah. Završivši svoju radijsku emisiju na CBS-u, dao je grubu verziju Ambersonovih Robertu Wiseu, koji je montirao Građanina Kanea, i otišao za Brazil. Na žalost, kako bi snimio Ambersonove, Welles je morao odustati od svojeg originalnog ugovora.
Wise mu se trebao pridružiti u Riju kako bi dovršio film, ali nije došao. Drugi su bili u RKO-u. Provizorna završna verzija dogovorena telefonom, telegramima i kratkovalnim radijom pretpremijerno je prikazana bez Wellesova odobrenja u Pomoni, uz negativnu reakciju publike, posebno zbog lika Aunt Fanny koju je glumila Agnes Moorehead.
Menadžment RKO-a bio je u metežu jer je Charles Koerner zadao uspješan udarac Schaeferu.  Studio je preuzeo kontrolu nad filmom, formirao odbor kojem je bilo naređeno da skrati 50 minuta Wellesova materijala, presnimi sekvence, promijeni poredak scena i završi film happy endom. Koerner je zamijenio Shaefera na čelu RKO-a koji je objavio skraćeni film zajedno s komedijom Lupe Velez Mexican Spitfire Sees a Ghost, zadavši tako konačni udarac Wellesovoj i Schaeferovoj karijeri. Ambersonovi su bili skupi neuspjeh za RKO, iako nominirani za Oscare za najbolji film i najbolju sporednu glumicu za Agnes Moorehead.
Wellesov južnoamerički dokumentarac, nazvan Sve je istina, s budžetom od milijun dolara od čega je pola dolazilo od američke vlade po završetku, muku je mučio s RKO-om. Otkazali su produkciju, opozvali većinu ekipe i izbacili većinu osoblja iz Mercuryja iz studija dok je Welles još bio u Brazilu.
U dokumentarcu, Welles je prikazao putovanje četvorice siromašnih ribara na otvorenoj splavi od 1500 milja kako bi pitali brazilskog predsjednika Vargasa hoće li im poboljšati uvjete rada. Četvorica su postala narodni junaci, a Welles je o njima prvi put čitao u Timeu. Iako njihov vođa, Jacare, umirao tijekom snimanja, Welles je molio da mu dopuste da završi film. Dali su mu crno-bijelu vrpcu i nijemu kameru. Dovršio je sekvencu, ali mu je RKO odbio dopustiti da dovrši film. Ono što je ostalo od materijala objavljeno je 1993., uključujući grubu rekonstrukciju segmenta Četvorica muškaraca na splavi. U međuvremenu, RKO je lansirao unaprijed smišljenu kampanju protiv Wellesa, krivo tvrdeći da je otišao u Brazil bez scenarija te da je potrošio milijune dolara.
Onemogućen da nastavi raditi kao filmski redatelj nakon katastrofa zvanih Veličanstveni Ambersonovi i Sve je istina, Welles je radio na radiju. CBS mu je ponudio dvotjednu seriju, Hello Americans, temeljenu na istraživanju koje je proveo u Brazilu, i Ceiling Unlimited, koju je sponzorirala aviokompanija Lockheed, a govorila je o napretku avijacije. U obje su nastupili brojni članovi njegova originalnog Mercury Thetrea. U manje od nekoliko mjeseci, Hello Americans je otkazan, a Joseph Cotten ga je zamijenio kao domaćin Ceiling Unlimited. Welles je nakon toga gostovao u raznim emisijama. Postao je puno aktivniji u američkoj i međunarodnoj politici te se koristio novinarstvom kako bi komunicirao svoje žestoke ideje.
1943. se oženio s Ritom Hayworth. Dobili su jedno dijete, Rebeccu Welles, a razveli su se pet godina poslije, 1949. U međuvremenu je radio kao glumac u filmovima drugih redatelja. 1943. je nastupio u filmskoj adaptaciji Jane Eyre, zamijenivši potpis pomoćnog producenta za veći honorar od Joan Fontaine. 1944. se pojavio u cameo ulozi u propagandnom filmu iz ratnog vremena, Follow the Boys, u kojem je izveo svoju iluzionističku točku.
1944. mu je ponuđena nova radijska emisija, koja bi se emitirala samo u Kaliforniji. Orson Welles' Almanac bio je još jedan polusatni varijete koji je sponzorirao Mobil Oil. Nakon uspjeha u Jack Benny Showu, gdje je mjesec dana nastupao kao Bennyjev dvojnik, primarno se orijentirao na komediju. Njegov nastup u Bennyjevom showu uključivao je mnoge šale na vlastiti račun i priče o tome kako je on "genij" te odbacivanje prijedloga drugih glumaca. Publika nije dobro prihvatila Wellesa kao komičara, a on sam je u eteru prigovarao o slaboj kvaliteti scenarija. Kad je Welles nekoliko mjeseci poslije pokrenuo Mercury Wonder Show, putujući po vojnim kampovima i izvodeći magičarske trikove i komediju, radio emisije prenošene su izravno iz kampova čime je program dobio ratni okus. Od originalnih glumaca iz Mercuryja, ostala je samo Agnes Moorehead. Serija je otkazana krajem godine zbog slabog odaziva.
Dok je ostala upitna njegova redateljska reputacija, Wellesova glumačka popularnost se nastavila. Proizvođač piva Pabst Blue Ribbon dao je Wellesu da režira njihovu radijsku seriju This Is My Best, ali je nakon mjesec dana dobio otkaz zbog kraetivnih nesporazuma. Počeo je pisati političku kolumnu za Washington Post, ponovno nazvanu Orson Welles Almanac. Dok su novine htjele da piše o hollywoodskim tračevima, Welles se bavio ozbiljnim političkim pitanjima. Sve više se počeo baviti aktivizmom za mir u svijetu. Kolumna u Postu na kraju je propala zbog razlika u očekivanjima između Wellesa i uredništva.

### Nakon Drugog svjetskog rata (1946. – 1948.)
International Pictures 1946. je objavio Wellesov film Stranac s Edwardom G. Robinsonom, Lorettom Young i Wellesom u glavnim ulogama. Sam Spiegel je producirao film, koji prati lov na nacističkog ratnog zločinca koji živi pod lažnim imenom u Americi. Iako je Anthony Veiller potpisan kao scenarist, sam scenarij su prepravili Welles i John Huston. Wellesov najdomišljatiji rad na filmu izrezao je Spiegel, a rezultat je, osim bravuroznih sekvenci na tornju i opisa atmosfere malog grada, ravan konvencionalnom hollywoodskom trileru. Film je bio komercijalno uspješan, ali Welles je odlučio da karijeru neće provesti u hollywoodskom studiju. Nastavio je svoju borbu za kreativnu kontrolu koja je ga je i dovela u Hollywood.
U ljeto 1946. Welles je režirao kazališnu verziju mjuzikla Put oko svijeta u 80 dana, koju je preradio pa je to ispala ironična adaptacija romana Julesa Vernea. Glazbu i pjesme napisao je Cole Porter, a produkciju je potpisao Mike Todd, koji će kasnije producirati uspješnu filmsku verziju s Davidom Nivenom. Kad je Todd odustao od raskošne i skupe produkcije, Welles se za financije pobrinuo sam. Kad je u jednom trenutku ostao bez novca, nagovorio je predsjednika Columbije Harryja Cohna da mu pošalje dovoljno da može nastaviti s predstavom, a u zamjenu mu je obećao napisati, producirati, režirati i nastupiti u filmu za njega bez honorara. Predstava će ubrzo propasti zbog lošeg odaziva publike, a Welles je ostao dužan platiti porez. Poreznoj je upravi ostao dužan nekoliko stotina tisuća dolara.
Iste godine je započeo dvije nove radijske serije, The Mercury Summer Theatre za CBS i Orson Welles Commentaries za ABC. Dok su se u Summer Theatre emitirale adaptacije nekih klasičnih Mercuryjevih radijskih emisija iz tridesetih, prva epizoda bila je kombinacija njegova kazališnog Puta oko svijeta, i ostataka jedinog albuma glazbe Colea Portera za taj projekt. U seriji je nastupilo nekoliko originalnih članova Mercuryja, kao i Bernard Hermann. Emisija je bila predviđena za ljetne mjesece, a Welles je svoju zaradu uložio u propalu kazališnu predstavu. Commentaries je bila politička sapunica koja je nastavljala teme iz njegove kolumne u New York Postu. Opet mu je manjkalo tema, sve dok mu NAACP nije javio za slučaj Isaaca Woodwarda, crnoputog veterana Drugog svjetskog rata koji je u sukobu s policijom ostao bez oka. Welles je ostatak sezone serije posvetio Woodwardovu slučaju i bio prvi koji je to dovukao na nacionalnu razinu i šokirao sve u zemlji. Ubrzo je Wellesova lutka spaljena na Jugu, a Stranac je zabranjen u nekoliko južnih država. ABC nije mogao pronaći sponzore za emisiju pa je ubrzo otkazana. Welles nakon toga nikad više u Americi nije imao stalnu emisiju te neće ni režirati drugu bilo gdje.
Film za Cohna bio je Dama iz Šangaja, snimljen 1947. za Columbia Pictures. Iako je to trebao biti osrednji triler, budžet je iznenada skočio kad je Cohn predložio u filmu nastupi Wellesova tadašnja otuđena supruga Rita Hayworth. Cohn je poludio nakon što je vidio Wellesovu grubu verziju, posebno zbog zbunjujuće radnje i manjka krupnih planova, te naredio veliko rezanje i presnimavanje. U montaži je izbačeno oko sat vremena Wellesova materijala. Dok je izražavao konsternaciju verzijama, Welles je posebno bio zaprepašten soundtrackom, prigovarajući da bi glazbeni brojevi bili prikladniji za Disneyjev crtić. Film po premijeri smatran katastrofom. Welles se poslije prisjetio kako su ljudi izbjegavali razgovarati s njim kako bi ga poštedjeli sramote. Nedugo nakon objavljivanja, Welles i Hayworth su finalizirali razvod. Iako je film hvaljen u Europi, u SAD-u nekoliko desetljeća nije bio dobro primljen.
Kako nije uspio pronaći redateljski posao u bilo kojem velikom studiju, Welles je 1948. nagovorio Republic Pictures da mu povjere režiju niskobudžetne ekranizacije Macbetha. Republic nije mario zbog škotskog naglaska na soundtracku te je odgodio premijeru za gotovo godinu dana. Welles se zaputio u Europu, dok je njegov koproducent i dugogodišnji pomagač Richard Wilson prepravio soundtrack. Welles se na kraju vratio, izbacio 20 minuta materijala iz filma na zahtjev Republica i snimio pripovijedanje kako bi prekrio rupe. I ovaj film je proglašen katastrofom. Krajem sedamdesetih, Macbeth je restauriran u Wellesovoj originalnoj verziji.

### Welles u Europi (1948. – 1956.)
Welles je krajem 1947. napustio Hollywood i otišao u Europu, misteriozno rekavši da je odabrao "slobodu". Ovo se mora odnositi na glumačke ponude i ponovnu mogućnost režiranja i produciranja filmova. Sada postoje dokazi da je Welles završio na crnoj listi u Hollywoodu, nakon godina propagande od strane Hearstova carstva koje ga je označavalo komunistom i godina FBI-jevih istraga koje je naručio J. Edgar Hoover.
U Italiji je nastupio kao Alessandro Cagliostro u filmu Crna magija iz 1948. Njegov kolega, Akim Tamiroff, tako je impresionirao Wellesa da će se pojaviti u četiri njegove produkcije tijekom pedesetih i šezdesetih.
Sljedeće godine, Welles se pojavio kao Harry Lime u Trećem čovjeku, scenarista Grahama Greenea i redatelja Carola Reeda. U filmu je nastupio i bivši član Mercuryja Joseph Cotten. Film je postao veliki međunarodni hit, ali Welles je na svoju žalost odbio udio u profitu u zamjenu za veliki honorar. Nekoliko godina poslije britanski radijski producent Harry Alan Towers će uskrsnuti lik Limea za radio u seriji Životi Harryja Limea.
1949. se pojavio u ulozi Cesarea Borgije u talijanskom filmu Princ lisica, s Tyroneom Powerom i kolegom iz Mercury Theatrea Everettom Sloaneom, te kao mongolski ratnik Bayan u filmskoj verziji romana Crna ruža iz 1950. (ponovno s Powerom). Tijekom ovog vremena, Welles je štedio novac od glumačkih angažmana kako bi financirao svoju filmsku verziju Shakespearova Othella.
Na Othellu je radio od 1949. do 1951., snimajući u Europi i Maroku. U filmu su nastupili Micheál MacLiammóir kao Iago i Hilton Edwards kao Dezdemonin otac Brabantio. Suzanne Cloutier pojavila se u ulozi Dezdemone, a Robert Coote kao Roderigo.
Snimanje je prekidano nekoliko puta jer je Welles ostajao bez novca i tražio neke druge glumačke angažmane, što je detaljno opisano u MacLiammóirovim memoarima Put Money in Thy Purse. Kad je napokon prikazan na Filmskom festivalu u Cannesu osvojio je Zlatnu palmu, ali u SAD-u je prikazan tek 1955., igrao je samo u New Yorku i Los Angelesu. Američke kopije imale su oštećenja na soundtracku tako da nije bilo zvuka u svakom trenutku tišine. Jednu od kopija za novo objavljivanje 1992. je restaurirala Wellesova kćer, Beatrice Welles-Smith. Welles je 1952., nakon uspjeha s radijskom emisijom Harry Lime još tražio posao u Engleskoj. Harry Alan Towers ponudio mu je drugu seriju, Crni muzej, s Wellesom kao domaćinom i pripovjedačem, koja je trajala 52 tjedna. Redatelj Herbert Wilcox ponudio mu je ulogu ubijene žrtve u filmu Trentov posljednji slučaj, temeljenom na romanu E.C. Bentleyja. BBC ga je 1953. angažirao da čita jednosatni izbor pjesama Walta Whitmana iz zbirke Song of Myself. Towers je ponovno angažirao Wellesa, ovaj put da glumi Profesora Moriartyja u radijskoj seriji Pustolovine Sherlocka Holmesa, s Johnom Gielgudom i Ralphom Richardsonom.
Krajem 1953. se vratio u Sjedinjene Države kako bi nastupio u Shakespearovom Kralju Learu koji je izravno prenošen u CBS-ovoj televizijskoj emisiji Omnibus. Među glumcima su se našli i Micheál MacLiammóir i Alan Badel. Iako je dobio pozitivne kritike, čuvali su ga agenti Porezne uprave, zabranivši mu da napusti svoju hotelsku sobu kad nije u studiju da ništa ne kupuje, a cijela suma koju je zaradio otišla je na porez koji je dugovao. Welles se nakon prijenosa vratio u Englesku.
1954. mu je redatelj George More O'Ferrall ponudio naslovnu ulogu u segmentu Lord Mountdrago u Tri slučaja ubojstva, s Alanom Badelom. Herbert Wilcox mu je dao ulogu negativca u Nevolji u Glenu s Margaret Lockwood, Forrestom Tuckerom i Victorom MvLaglenom. John Huston angažirao ga je za ulogu oca Mapplea u svojoj filmskoj adaptaciji Moby Dicka Hermana Melvillea, s Gregoryjem Peckom.
Wellesov sljedeći redateljski posao bio je G. Arkadin (1955.), kojeg je producirao Louis Dolivet, Wellesov politički mentor iz četredesetih. Sniman je u Francuskoj, Njemačkoj, Španjolskoj i Italiji. Temeljen na nekoliko epizoda iz radio showa Harry Lime, u filmu je Welles nastupio kao paranoični milijarder koji unajmljuje sitnog lopova da prekopa tajne njegove mutne prošlosti. Wellesova apsurdna i očita šminka bila je predmet mnogih sprdnji, ali je ona vjerojatno upotrijebljena kako bi se prikazao prerušeni lik koji skriva svoj identitet. U filmu su nastupili i Robert Arden, koji je radio na seriji o Harryju Limeu, Wellesova treća žena, Paola Mori, čiji je glas u potpunosti nadosnimljen onim glumice Billie Whitelaw, i Akim Tamiroff, Michael Redgrave, Katina Paxinou i Mischa Auer. Frustriran Wellesovom sporošću u montažnoj sobi, producent Dolivet ga je otpustio i dovršio film bez njega. Na kraju je izašlo pet verzija filma, dvije na španjolskom i tri na engleskom. Verzija koju je Dolivet dovršio preimenovana je u Povjerljivi izvještaj, a bila je najudaljenija od onoga što je Welles zamislio. Stefan Droessler iz Filmskog muzeja u Münchenu 2005. je nadgledao rekonstrukciju onoga što je moglo biti Wellesova originalna ideja. Objavljena je na DVD-u, a stručnjak za Wellesa i redatelj Peter Bogdanovich smatra je najboljom dostupnom verzijom.
1955. je režirao dvije televizijske serije za BBC. Prva je bila Orson Wellea' Sketchbook, serija šest 15-minutnih emisija s Wellesom koji je crtao u knjigu za skice kako bi za kameru ilustrirao svoja prisjećanja (uključujući teme kao što su snimanje Sve je istina i slučaj Isaaca Woodwarda). Druga je bila Oko svijeta s Orsonom Wellesom, serija šest putopisa smještenih na raznim lokacijama diljem Europe (kao što je Venecija, Baskija i Engleska). Welles je bio domaćin i intervjuer. Sedma epizoda, temeljena na slučaju Gastona Dominicija, zatajena je u to vrijeme pod pritiskom francuske vlade, ali je rekonstruirana nakon Wellesove smrti i 1999. objavljena na videu.
1956. je dovršio dokumentarac Ginin portret, postumno emitiran na njemačkoj televiziji pod naslovom 'Viva Italia'. Bio je to 30-minutni osobni esej o Gini Lollobrigidi i općenito o talijanskim seks simbolima. Nezadovoljan rezultatima, ostavio je jedini primjerak u hotelu Ritz u Parizu. Kutije s filmom ostale su desetljećima u ormaru hotela, gdje su otkrivene nakon Wellesove smrti.

### Povratak u Hollywood (1956. – 1959.)
Welles se 1956. vratio u Hollywood, gostujući u radijskim emisijama. Gostovao je u televizijskom sitcomu I Love Lucy i počeo snimati pilot za Desilu, koji je bio u vlasništvu njegove bivše štićenice Lucille Ball i njegovog muža Desija Arnaza, koji je malo prije toga kupio RKO-ove studije izvan funkcije. Film je bio Fontana mladosti, temeljen na priči Johna Colliera. Nije prikazan sve do 1958., a kad konačno jest, osvojio je nagradu Peabody za izvrsnost.
Sljedeći Wellesov dugometražni film bio je Čovjek u sjeni za Universal Pictures 1957. s Jeffom Chandlerom.
Ostao je u Universalu kako bi nastupio s Charltonom Hestonom u filmu Dodir zla iz 1958., prema romanu Whita Mastersona Badge of Evil (za koji je Welles tvrdio da ga nikad nije pročitao). Originalno angažiran samo kao glumac, Wellesa je Universal na sugestiju (i inzistiranje) Charltona Hestona promovirao u redatelja. Okupivši se s mnogim glumcima i tehničarima s kojima je radio u Hollywoodu u četredesetima, snimanje je proteklo glatko, a Welles je film dovršio na vrijeme i u okviru budžeta. No, studio je iznenada preoteo film iz Wellesovih ruku, premontirao ga, presnimio scene i snimio nove opisne scene kako bi objasnio radnju. Unatoč traumi koju je doživio oduzimanjem filma od njegove kreativne kontrole bez razloga, Welles je napisao 58 stranica dug dopis izloživši prijedloge i prigovore. Studio je uvažio par ideja, ali izrezao 30 minuta iz filma i takvog ga objavio. Čak i u tom stanju, film je hvaljen diljem Europe, a nagrađen je glavnom nagradom na Svjetskoj izložbi u Bruxellesu.
1978. je pronađena i objavljena produžena verzija. 1998. su montažer Walter Murch i producent Rick Schmidlin, vodeći se originalnim dopisom, iskoristili radnu verziju i pokušali restaurirati film što je bliže Wellesovim uputama. Welles je u dopisu izjavio kako film više nije njegova verzija - bila je studijska, ali Welles im je i u tom slučaju bio spreman pomoći.
Kako je Universal prepravio Zlo, Welles je u Meksiku počeo snimati svoju adaptaciju romana Miguela Cevantesa, Don Quijote, s Mischom Auerom kao Quijoteom i Akimom Tamiroffom u ulozi Sancha Panze. Iako je snimanje počinjalo i nastavljalo se godinama, Welles nikad neće dovršiti projekt.
Nastavio je glumiti, a najpoznatiji filmovi iz tog razdoblja bili su Dugo toplo ljeto (1958.) i Compulsion (1959.). Ipak, ubrzo se vratio u Europu kako bi nastavio producirati niskobudžetne filmove nad kojima je imao kreativnu kontrolu.

### Povratak u Europu (1959. – 1970.)
Welles se vratio u Europu i nastavio s glumačkim angažmanima. U Španjolskoj je nastavio snimati Don Quijotea, ali je Mischu Auera zamijenio Franciscom Reiguerom.
U Italiji je 1959. režirao vlastite scene u ulozi kralja Saula u filmu David i Golijat Richarda Pottiera. U Hong Kongu je nastupio s Curtom Jurgensom u filmu Lewisa Gilberta Trajekt za Hong Kong.
1960. je nastupio u filmu Crack in the Mirror Richarda Fleischera. U Jugoslaviji je snimao film Tatari Richarda Thorpea. Postavio je i komad u kazalištu Gate u Dublinu koja je uključila pet Shakespearovih povijesnih drama s fokusom na priču o Falstaffu, liku iz Shakespearovih djela. Keith Baxter igrao je princa Hala, a Welles je adaptaciju nazvao Ponoćna zvona.
U to je vrijeme dovršio snimanje Quijotea. Iako se u sedamdesetima nastavio igrati s montažom, nikad nije dovršio film. 1992. je film dovršio redatelj Jess Franco, iako mu nije bila dostupna sav materijal koji je Welles snimio. Ono što je bilo dostupno bilo je jako trulo. Iako je Wellesov materijal dočekan sa zanimanjem, Francova post-produkcija naišla je na žestoke kritike.
1961. je režirao In the Land of Don Quixote, seriju od osam polusatnih epizoda za talijansku televizijsku mrežu RAI. Slično seriji, Oko svijeta s Orsonom Wellesom, putopisi su bili na španjolskom, a u seriji su se pojavili i Wellesova supruga, Paola, i njegova kći Beatrice. Iako je tečno govorio talijanski, mreža nije bila zainteresirana za Wellesovo pripovijedanje na talijanskom zbog njegova naglaska, a serija je ostala neprikazana sve do 1964., kad je RAI dodao vlastitu naraciju. Na kraju su epizode restaurirane s originalnim glazbenim brojem koji je Welles odobrio, ali bez naracije.
1962. je režirao svoju adaptaciju Procesa, temeljenu na romanu Franza Kafke, koju su producirali Alexander i Michael Salkind. U filmu su nastupili Anthony Perkins kao Jozef K., Jeanne Moreau, Romy Schneider, Paola Mori i Akim Tamiroff. Dok je snimao eksterijerne scene u Zagrebu, Wellesa su obavijestili da su Salkindi ostali bez novca, što je značilo da se setovi neće moći izgraditi. Kako mu nije bilo neobično snimanje na neobičnim mjestima, Welles je ubrzo interijere snimio u Gare d'Orsayju, tada napuštenoj željezničkoj stanici u Parizu. Welles je smatrao kako lokacija ima "modernizam Julesa Vernea" i melankolični osjećaj "čekanja", što je bilo prikladno za Kafku. Film je loše prošao u kinima. Tijekom snimanja, Welles je upoznao Oju Kodar, koja će kasnije postati njegova muza, zvijezda i partnerica u sljedećih 20 godina.
Welles je nastavio glumiti, pripovijedati i s domaćinstvima u radovima drugih, i započeo snimanje Ponoćnih zvona, koje je završeno 1966. Sniman u Španjolskoj, film je bio kombinacija Shakespearovih djela, a govorio je o Falstaffu i njegovoj vezi s princom Halom. U glavnim ulogama pojavili su se Keith Baxter, John Gielgud, Jeanne Moreau i Margaret Rutherford, uz naraciju Ralpha Richardsona. Glazbu je ponovno skladao Francesco Lavagnino.
1966. je režirao film za francusku televiziju, adaptaciju Besmrtne priče Isak Dinesen. Film je objavljen 1968., a u glavnim ulogama su se pojavili Jeanne Moreau, Roger Coggio i Norman Eshley. Dobro je prošao u francuskim kinima. U to vrijeme Welles je opet sreo Kodar i dao joj pismo koje je napisao, a koje je skrivao četiri godine. Odmah su započeli vezu, privatnu i profesionalnu, koja će se nastaviti do njegove smrti. Prva od njih bila je adaptacija Heroine Isak Dinesen, koja je trebala biti povezana s Besmrtnom pričom, s Kodar u glavnoj ulozi. Na žalost, sredstva su nestala nakon samo jednog dana snimanja. Nakon što je dovršio ovaj film, pojavio se u maloj cameo ulozi kardinala Wolseyja u Čovjeku za sva vremena Freda Zinnemanna - ulozi za koju je zaradio brojne pohvale.
1967. je započeo režiju filma The Deep, prema romanu Dead Calm Charlesa F. Williamsa, a snimanje je započelo na jugoslavenskoj obali. Među glumcima su bili Jeanne Moreau, Laurence Harvey i Kodar. Financiran od strane Wellesa i Kodar, nisu uspjeli naći sredstva za njegov završetak pa je on nekoliko godina poslije, nakon Harveyjeve smrti, napušten. Preživjeli materijal restaurirao je Filmski muzej u Münchenu.
1968. je započeo snimanje televizijskog specijala za CBS pod naslovom Orson's Bag, kombinirajući filmski putopis, komične skečeve i Shakespearova Mletačkog trgovca s Wellesom u ulozi Shylocka. Sredstva koja je CBS poslao Wellesu u Švicarsku smanjila je Porezna uprava. Bez sredstava, projekt nikada nije dovršen.
1969. je autorizirao korištenje svog imena za kino u Cambridgeu, Massachusetts. Kino Orson Welles ostalo je u funkciji do 1986., a sam Welles ondje se pojavio 1977.
Privučen brojnim ponudama koje je dobio za posao na televiziji i filmu, i uzrujan zbog napisa u tabloidima o njegovoj vezi s Kodar, Welles je odustao od montaže Don Quijotea i 1970. se vratio u Ameriku.

### Povratak u SAD i posljednje godine (1970. – 1985.)
Welles se vratio u Hollywood, gdje je nastavio sam financirati vlastite filmove i televizijske projekte. Dok su se ponude uz glumu, naraciju i domaćinstvo nastavile nizati, Welles se sve više počeo pojavljivati u talk-showovima s Dickom Cavettom, Johnnyjem Carsonom, Deanom Martinom i Mervom Griffinom. U to vrijeme se posvetio snimanju filma The Other Side of the Wind, projekta čije je snimanje trajalo šest godina, koji je ipak ostao nedovršen i neobjavljen. 1970. se pojavio u uozi Luja XVIII. u filmu Waterloo (1970.).
1971. je režirao kratku adaptaciju Moby Dicka, monodramu na praznoj pozornici koja nikad nije dovršena. Iste godine Akademija filmskih umjetnosti i znanosti mu je dodijelila počasnu nagradu za izvrsnost u režiji filmova. Welles se pretvarao da je izvan grada i poslao Johna Hustona da preuzme nagradu. Huston je kritizirao Akademiju zašto nagrađuje Wellesa ako mu odbija dati posao.
Sljedeće godine je nastupio kao pripovjedač u dokumentarnoj verziji knjige Alvina Toffera, Future Shock.
1973. je dovršio F for Fake, osobni esejistički film o krivotvoritelju umjetnina Elmyru d'Horyju i biografu Cliffordu Irvingu. Temeljen na postojećem dokumentarcu Francoisa Reichenbacha, uključivao je novi materijal s Ojom Kodar, Josephom Cottenom, Paulom Stewartom i Williamom Allandom.
Radeći ponovno s britanskim producentom Harryjem Alanom Towersom, Welles je u adaptaciji romana Roberta Louisa Stevensona Otok s blagom, glumio gusara Long Johna Silvera. Welles je pridonio i na scenariju, a potpisan je pod pseudonimom 'O. W. Jeeves'.
1975. mu je Američki filmski institut dodijelio svoju treću Nagradu za životno postignuće, (prve dvije otišle su u ruke redatelja Johna Forda i glumca Jamesa Cagneyja). Na ceremoniji, Welles je prikazao dvije scene iz gotovo dovršenog filma The Other Side of the Wind. 1976. je gotovo dovršio film. Kako su ga financirali Iranci, pitanje vlasništva našlo se u pravnoj močvari nakon što je zbačen iranski šah. Priča govori o starom destruktivnom filmskom redatelju koji traži sredstva da dovrši svoj posljednji film. U glavnoj ulozi nastupio je John Huston, a osim njega u filmu su se pojavili i Peter Bogdanovich, Susan Strasberg, Norman Foster, Edmond O'Brien, Cameron Mitchell i Dennis Hopper.
Posudio je i glas za dugogodišnju Carlsbergovu kampanju "Vjerojatno najbolje pivo na svijetu" ("Probably the best lager in the world..."). Riječ "vjerojatno" u upotrebi je i danas.
Počevši krajem sedamdesetih, Welles je sudjelovao u seriji slavnih televizijskih reklama za vinsku tvrtku Paula Massona. Fraza iz reklame - "Nećemo prodati vino prije nego što mu dođe vrijeme" ("We will sell no wine before its time") - postala je nacionalna poštapalica.
1979. je dovršio svoj dokumentarac Filming Othello, s Michaelom MacLiammoirom i Hilton Edwards. Iako je snimljen za zapadnonjemačku televiziju, objavljen je i u kinima. Iste godine je dovršio vlastiti pilot za televizijsku seriju The Orson Welles Show, u kojem je intervjuirao Burta Reynoldsa, Jima Hensona, Franka Oza i ugostio Muppete i Angie Dickinson. Kako nije bilo interesa na mrežama, pilot nikad nije emitiran.
1980. godine pojavio se u biopicu Krste Papića "Tajna Nikole Tesle".
BBC je 1982. emitirao The Orson Welles Story. U intervjuu s Leslie Megahey, Welles je u detalje pričao o svojoj prošlosti, a intervjuirano je i nekoliko ljudi iz njegove profesionalne karijere.
Tijekom osamdesetih je radio na filmskim projektima kao što je Sanjari, po uzoru na dvije priče Isak Dinesen s Ojom Kodar u glavnoj ulozi, i The Orson Welles Magic Show, u kojoj su bili korišteni materijali iz njegova propalog televizijskog pilota.
Welles u svojim kasnim godinama nije mogao pronaći sredstva za mnoge svoje filmske scenarije, ali je bio blizu s filmovima Velika arena i Kolijevka će se zaljuljati: Arnon Milchan je pristao producirati Veliku arenu ako jedan od šestorice glumaca - Warren Beatty, Clint Eastwood, Paul Newman, Jack Nicholson, Robert Redford ili Burt Reynolds - pristanu nastupiti u glavnoj ulozi. Sva šestorica su odbila iz raznih razloga. Prikupljena su sredstva za neovisnu produkciju Kolijevke, a i glumci su potpisali, uključujući Ruperta Everetta u ulozi mladog Orsona Wellesa. Lokacijska snimanja trebala su biti obavljena u New Yorku, a studijski dio u Italiji. Dok je pret-produkcija prošla bez problema, tri tjedna prije snimanja novca je nestalo. Welles je pitao Stevena Spielberga za pomoć u spašavanju produkcije, ali ovaj je odbio. Scenariji za oba filma objavljeni su postumno. Nakon studijske aukcije, prigovorio je da je Spielberg potrošio 50 tisuća dolara za saonice Pupoljak korištene u Građaninu Kaneu, ali ni centa nije dao kako bi snimio film. Welles se osvetio pričom kako su saonice lažne i da su originalne spaljene u filmu, ali je to kasnije demantirao.

## Smrt
Welles je umro u 10. listopada 1985. svom domu u Hollywoodu od srčanog udara. Pripremao je mnoštvo projekata, uključujući ekranizacije Kralja Leara, The Orson Welles Magic Show i Sanjara. Zadnji intervju dao je dan prije, u emisiji Merva Grffina, zajedno sa svojom biografkinjom Barbarom Leaming.
Prema riječima Wellesovih suradnika Garyja Gravera i Oje Kodar, Welles nije htio biti kremiran, ali da su je njegova žena Paola i kćer Beatrice ipak obavile, a njegov pepeo na kraju je prosut u suhi izvor na imanju njegova prijatelja u Rondi, Španjolska.

## Nedovršeni projekti
Wellesov egzil iz Hollywooda i oslanjanje na neovisnu produkciju značilo je da su mnogi njegovi kasniji projekti snimljeni djelomično ili nisu dovršeni. Sredinom pedesetih Welles je počeo raditi na Cervantesovu remek-djelu Don Quijote, prvotno kao narudžbu CBS-a. Welles je produžio film u dugometražni, s Don Quijoteom i Sanchom Panzom u modernom svijetu. Snimanje je prekinuto 1969. sa smrću Francisca Reiguere, glumca koji je igrao Quijotea. Welles je nastavio montirati film kroz sljedećih nekoliko desetljeća i navodno sredinom sedamdesetih dovršio grubu verziju. No, u vrijeme njegove smrti većina materijala nije pronađena jer se zagubila tijekom njegovih putovanja po svijetu. Potraga za Wellesovim kasnim materijalima još traje, ali je navjerojatnije da oni više ne postoje. Nedovršena verzija filma objavljena je 1992.
Welles je 1970. počeo snimati The Other Side of the Wind, o velikim naporima filmskog redatelja (kojeg glumi John Huston) da završi svoj posljednji hollywoodski film, a većinom je smješten na raskošnu zabavu. Iako je Welles 1972. rekao kako je film "96 posto gotov", negativ je ostao u Parizu sve do 2004. kad je Peter Bogdanovich (koji je također glumio u filmu) najavio svoju namjeru da dovrši produkciju. Dijelovi filma mogu se naći u dokumantarcu Working with Orson Welles (1993.).
Osim toga, među nedovršenim projektima nalazi se i The Deep, ekranizacija romana Dead Calm Charlesa Williamsa - napuštena 1970. jednu scenu prije dovršetka zbog smrti glavnog glumca Laurencea Harveyja - i Velika arena, scenarij koji je 1999. adaptirao i snimio George Hickenlooper.

## Nagrade i nominacije
Oscari
- 1942.: Najbolji film — Građanin Kane (nominiran)
- 1942.: Najbolji redatelj — Građanin Kane (nominiran)
- 1942.: Najbolji glumac — Građanin Kane (nominiran)
- 1942.: Najbolji originalni scenarij — Građanin Kane (pobjeda)
- 1943.: Najbolji film — Veličanstveni Ambersonovi (nominiran)
- 1970.: Počasni Oscar za životno djelo

BAFTA nagrade
- 1968.: Najbolji glumac — Ponoćna zvona (nominiran)

Filmski festival u Cannesu
- 1952.: Zlatna palma — Othello

Zlatni globusi
- 1982.: Najbolji sporedni glumac — Leptir (nominiran)

Venecijanski filmski festival
- 1947.: Zlatni lav — Stranac (nominiran)
- 1970.: Zlatni lav za životno djelo

Grammyji
- 1982.:  Najbolji izrecitirani album — Donovanov mozak (pobjeda)

Nagrade Američkog filmskog instituta
- 1975. Nagrada za životno postignuće

## Vanjske poveznice
- Orson Welles u internetskoj bazi filmova IMDb-u (engl.)
- Orson Welles na Internet Broadway Databaseu (engl.)
- Bibliografija Orsona Wellesa (engl.)
- Mercury Theatre on the Air  Arhivirana inačica izvorne stranice od 27. listopada 2010. (Wayback Machine) Wellesove radio-drame u MP3 i Real Audio formatima (engl.)
- The Unseen Welles vodič kroz Wellesove nedovršene i neobjavljene projekte (engl.)